# Jiří Vaněk
Jiří Vaněk, né le 24 avril 1978 à Domažlice, est un joueur de tennis tchèque, professionnel de 1995 à 2010.
Il a remporté onze tournois Challenger en simple : Varsovie et Belgrade en 1998, Hô-Chi-Minh en 2000, Weiden et Lugano en 2001, Ljubljana en 2003 et 2004, Fürth en 2004, Heilbronn en 2005, Manerbio en 2007 et Ostrava en 2008.
Jiří Vaněk est plus à l'aise sur la terre battue, surface sur laquelle il a joué environ 70 % de ses matchs et a remporté la majorité de ses tournois.
En juillet 2007, il devient no 3 tchèque à l'ATP, derrière Tomáš Berdych et Radek Štěpánek. Il conserve cette place pendant presque 6 mois, la cédant à Ivo Minář. Malgré sa présence régulière dans le top 100, Jiří Vaněk n'a jamais été sélectionné en Coupe Davis. Il compte 11 victoires pour 59 défaites sur des joueurs du top 50.
Après sa carrière de joueur, il devient entraîneur de tennis. Il collabore avec Karolína Plíšková entre 2014 et 2016, amenant cette dernière dans le top 10 mondial. Il s'occupe désormais de Petra Kvitová, qui devient également par la suite sa compagne. Le couple annonce ses fiançailles en août 2022.

## Carrière
Il a terminé sa carrière chez les juniors à la 34e place. Il a atteint les demi-finales aux Championnats d'Europe en 1995, ainsi que la finale en double. En 1996, il est quart de finaliste à l'Open d'Australie et demi-finaliste à Roland-Garros.
Il remporte son premier match dans un tournoi ATP en 1995, à Prague face à Radomír Vašek. Trois ans plus tard, il bat son premier top 100, Oliver Gross (88e) à Guadalajara.
En 2000, il se qualifie pour la première fois dans un tournoi du Grand Chelem à Melbourne. Il élimine Peter Wessels en 4 sets (6-4, 6-3, 2-6, 7-65) avant de s'incliner contre Jonas Björkman (6-4, 3-6, 6-4, 7-64). Il atteint à trois reprises les quarts de finale d'un tournoi ATP : à Atlanta, où il bat le no 1 mondial Andre Agassi sur abandon après avoir remporté le premier set, à Orlando et à Saint-Marin. En septembre, il est sélectionné pour représenter la République tchèque lors des Jeux olympiques de Sydney. Il accède au second tour grâce à sa victoire sur Wayne Black (5-7, 6-1, 6-1). Il est à nouveau quart de finaliste à Orlando en 2001, ainsi qu'à Palerme en fin d'année. En juin, il remporte coup sur coup deux tournois Challenger à Weiden et Lugano.
En 2002, il se blesse au dos en quart de finale du tournoi de Chennai, ce qui l'écarte des courts pendant six mois. En 2003, hormis un quart à Viña del Mar, son seul fait notable est une victoire sur Albert Costa, 17e mondial à Stuttgart (7-64, 6-3) où il s'incline au troisième tour contre Tommy Robredo. L'année suivante, il bat notamment Agustín Calleri, 21e à l'ATP, à Estoril (7-63, 3-6, 7-63) et atteint les quarts de finale à Sopot.
En 2005, il réalise la meilleure performance de sa carrière en atteignant les demi-finales à Båstad grâce notamment à sa victoire au premier tour sur Joachim Johansson, 14e à l'époque (6-72, 7-62, 6-2). Cette année-là, il s'est également illustré en double en remportant le tournoi Challenger de Naples (avec Janko Tipsarević) et en atteignant sa seule finale sur le circuit ATP à Acapulco, ainsi que trois demi-finales.
En 2006, il est quart de finaliste à trois reprises sur le circuit ATP : Costa do Sauípe, Casablanca et Umag. Il remporte également son premier match en Grand Chelem depuis 2000 en prenant le meilleur sur Nicolas Mahut à Roland-Garros (6-3, 7-63, 6-75, 7-63), subissant en revanche un sévère revers face à Olivier Rochus au tour suivant (6-2, 6-0, 6-2). En fin d'année, il parvient à se qualifier à l'US Open mais échoue contre Fernando González. À Moscou, il connaît une défaite cuisante contre Nikolay Davydenko, encaissant 12 jeux de rang et ne marquant que 15 points au cours du match.
En 2007, sa seule performance notable est un quart de finale à Stuttgart et une victoire sur Gaël Monfils au second tour. Il remporte en 2008 ses deux derniers matchs en Grand Chelem à Roland-Garros contre Jesse Huta Galung et à l'US Open face à Stéphane Bohli. Il est également sélectionné une nouvelle fois pour les Jeux olympiques à Pékin mais il s'incline au premier tour contre Mikhail Youzhny. En septembre 2009, il se blesse au dos lors du tournoi de Trnava. Il est de retour sept mois plus tard mais enchaine les défaites. Il décide de mettre un terme à sa carrière en novembre après une nouvelle blessure au coude.

## Palmarès

### Finale en double (1)
| No | Date       | Nom et lieu du tournoi           | Catégorie   | Surface      | Vainqueurs                    | Partenaire | Score         |          |
| -- | ---------- | -------------------------------- | ----------- | ------------ | ----------------------------- | ---------- | ------------- | -------- |
| 1  | 21/02/2005 | Abierto Mexicano Telcel Acapulco | Int' Series | Terre (ext.) | Santiago Ventura David Ferrer | Tomáš Zíb  | 4-6, 6-1, 6-4 | Parcours |

## Parcours dans les tournois duGrand Chelem

### En simple
| Année | Open d'Australie | Open d'Australie | Internationaux de France | Internationaux de France | Wimbledon       | Wimbledon  | US Open         | US Open      |
| ----- | ---------------- | ---------------- | ------------------------ | ------------------------ | --------------- | ---------- | --------------- | ------------ |
| 2000  | 2e tour (1/32)   | J. Björkman      | 2e tour (1/32)           | F. Squillari             | 1er tour (1/64) | P. Sampras | 1er tour (1/64) | A. Popp      |
| 2001  | 1er tour (1/64)  | A. Agassi        | 1er tour (1/64)          | A. Martín                | 1er tour (1/64) | M. Chang   | 1er tour (1/64) | J. Siemerink |
| 2002  | 1er tour (1/64)  | Y. El Aynaoui    | —                        | —                        | —               | —          | 1er tour (1/64) | R. Federer   |
| 2003  | 1er tour (1/64)  | J. Blake         | —                        | —                        | —               | —          | —               | —            |
| 2004  | —                | —                | —                        | —                        | —               | —          | —               | —            |
| 2005  | —                | —                | 1er tour (1/64)          | D. Ferrer                | 1er tour (1/64) | A. Roddick | 1er tour (1/64) | N. Kiefer    |
| 2006  | 1er tour (1/64)  | T. Robredo       | 2e tour (1/32)           | O. Rochus                | 1er tour (1/64) | T. Haas    | 1er tour (1/64) | F. González  |
| 2007  | 1er tour (1/64)  | D. Hrbatý        | —                        | —                        | —               | —          | —               | —            |
| 2008  | 1er tour (1/64)  | J. Melzer        | 2e tour (1/32)           | R. Štěpánek              | 1er tour (1/64) | I. Andreev | 2e tour (1/32)  | J. Melzer    |
| 2009  | —                | —                | 1er tour (1/64)          | F. González              | —               | —          | —               | —            |

N.B. : à droite du résultat se trouve le nom de l'ultime adversaire.

### En double
| Année | Open d'Australie        | Open d'Australie  | Internationaux de France   | Internationaux de France | Wimbledon                | Wimbledon        | US Open | US Open |
| ----- | ----------------------- | ----------------- | -------------------------- | ------------------------ | ------------------------ | ---------------- | ------- | ------- |
| 2005  | —                       | —                 | 1er tour (1/32) K. Braasch | Y. Allegro M. Kohlmann   | —                        | —                | —       | —       |
| 2006  | 2e tour (1/16) I. Minář | T. Berdych C. Suk | —                          | —                        | 1er tour (1/32) I. Minář | J. Erlich A. Ram | —       | —       |
| 2007  | —                       | —                 | —                          | —                        | —                        | —                | —       | —       |
| 2008  | —                       | —                 | 1er tour (1/32) I. Minář   | R. Lindstedt J. Nieminen | —                        | —                | —       | —       |

N.B. : le nom du ou de la partenaire se trouve sous le résultat ; le nom des ultimes adversaires se trouve à droite.

## Parcours dans lesMasters 1000
| Année | Indian Wells | Miami              | Monte-Carlo | Rome | Hambourg | Canada | Cincinnati | Stuttgart | Paris |
| ----- | ------------ | ------------------ | ----------- | ---- | -------- | ------ | ---------- | --------- | ----- |
| 2001  | —            | 2e tour A. Clément | —           | —    | —        | —      | —          | —         | —     |

N.B. : sous le résultat se trouve le nom de l’ultime adversaire.